# هنري ر. ليندن
هنري ر. ليندن (بالإنجليزية: Henry R. Linden)‏ هو كيميائي أمريكي، ولد في 21 فبراير 1922، وتوفي في 13 سبتمبر 2009.